# Steve Makuka
Steve Makuka, vollständiger Name Steve Eduardo Makuka Pereyra, (* 26. November 1994 in Montevideo) ist ein uruguayischer Fußballspieler.

## Karriere
Der 1,80 Meter große Defensivakteur Makuka stand zu Beginn seiner Karriere bis Ende Februar 2015 in Reihen von River Plate Montevideo. Von dort wechselte er sodann zum Club Atlético Torque. Anfang September 2015 schloss er sich dem Huracán Football Club an und lief in der Spielzeit 2015/16 in 18 Zweitligapartien auf. Dabei erzielte er drei Treffer. Ende August 2016 verpflichtete ihn der Club Atlético Progreso auf Leihbasis. In der Saison 2016 absolvierte er neun Spiele (ein Tor) in der Segunda División.